# El Ejido (Málaga)
El Ejido es un barrio situado en el distrito Centro de la ciudad de Málaga, España. Limita al norte con el barrio de Olletas; al este, con el barrio Cristo de la Epidemia; al sur, con Lagunillas, La Merced y San Felipe Neri; y al oeste con el barrio de Capuchinos.

## Historia

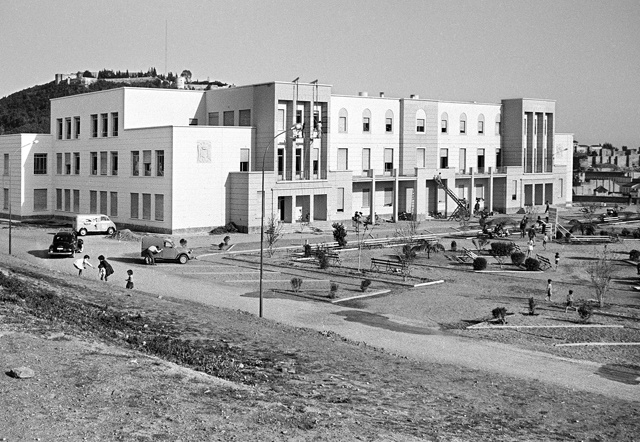
Campus de El Ejido en torno a los años 1960.

Durante la época musulmana, la colina de El Ejido era utilizada como dehesa para el ganado del que se abastecía la ciudad. Más adelante, la zona sirvió para la extracción de arcilla con la que se fabricaban tejas y ladrillos, siendo esta función la que da nombre a las calles actuales de Tejeros y Tejares. Durante los siglos XVI y XVII fue un lugar para el entierro colectivo de las numerosas víctimas de las epidemias de la época.
La crisis económica que padeció la provincia de Málaga, a raíz de la plaga de la filoxera y el hundimiento de la industria siderúrgica a finales del siglo XIX, convirtió a El Ejido en una zona chabolista donde se asentaron los inmigrantes procedentes del ámbito rural. Con el tiempo, los nuevos pobladores procedieron a la construcción de cuevas, que perduraron hasta los años 1950.

## Equipamientos

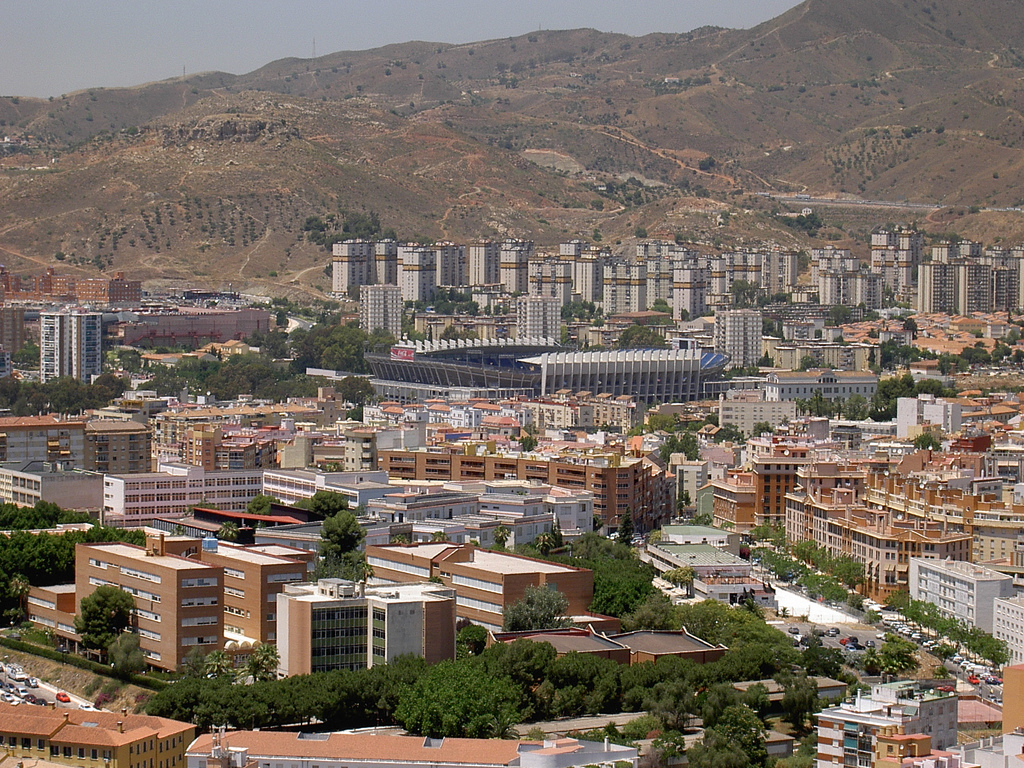
En primer plano a la izquierda, área del Campus de El Ejido.

### Campus universitario
Es también conocido como Campus Universitario de El Ejido, la primera zona donde se concentraron facultades, escuelas y dependencias de la Universidad de Málaga antes de la construcción del Campus de Teatinos. 
Algunos centros y dependencias físicas y mentales de la UMA que anteriormente se encontraban en El Ejido han sido reubicados en el Campus de Teatinos; como son la Escuela Politécnica Superior (antes Escuela Universitaria Politécnica), la Escuela Universitaria de Estudios Empresariales, la Escuela Técnica Superior de Ingenieros Industriales y los vicedecanatos de Relaciones Internacionales y de Alumnos. El rectorado, que también se encontraba en el campus de El Ejido, ocupa desde 2004 la antigua Casa de Correos y Telégrafos de la Avenida de Cervantes, entre el Parque de Málaga y el centro histórico.
El Campus de El Ejido alberga la Facultad de Ciencias Económicas y Empresariales, la Facultad de Bellas Artes, la Escuela de Arte San Telmo, la Escuela Técnica Superior de Arquitectura, el Paraninfo y el Pabellón de Gobierno.
La Facultad de Bellas Artes, que no contaba con edificio propio y cuyas clases se impartían en aularios del Campus de Teatinos, ocupa el edificio que dejó libre la Escuela Politécnica tras su traslado a Teatinos; mientras que la Escuela de Arquitectura, cuyas clases se impartían entre El Ejido, el Convento de la Aurora María y la Escuela Taller en la Calle Muñoz Rojas, ahora ocupa el antiguo edificio de la Escuela de Ingeniería Industrial.

### Equipamiento cultural
Junto a estos edificios también se encuentra el Conservatorio Superior de Música, La Escuela de Arte de San Telmo, el teatro Cánovas, el Instituto de Educación Secundaria Cánovas del Castillo y el Ateneo de Música y Danza.
Los edificios que va dejando libre la Universidad de Málaga en el Campus de El Ejido a medida que se traslada al nuevo campus han sido permutados con el Ayuntamiento de Málaga a cambio de terrenos en el Campus de Teatinos para la ampliación del mismo. El uso de estos antiguos espacios será de naturaleza cultural y social.

## Transporte

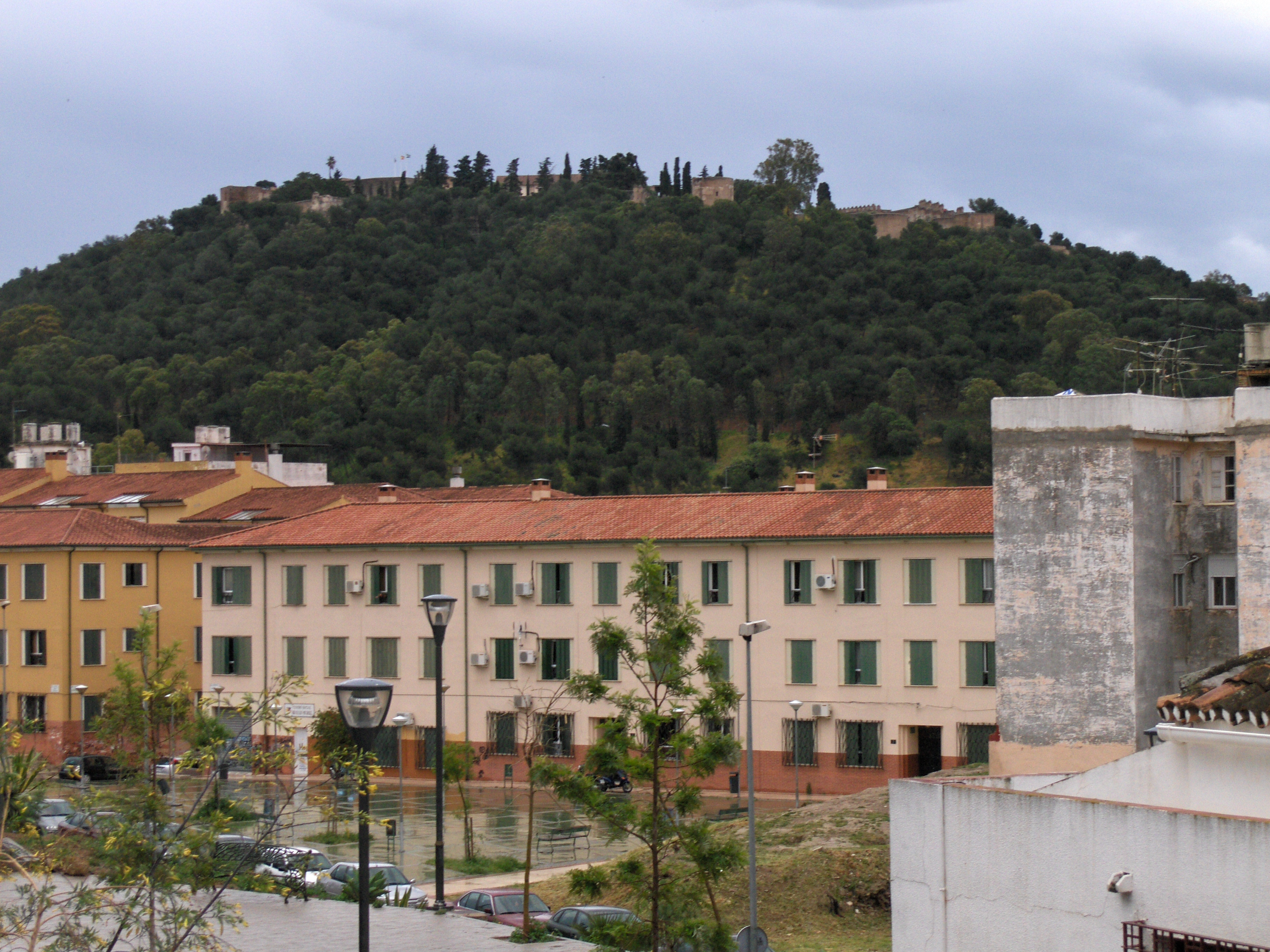
Viviendas sociales en El Ejido. Al fondo, el Castillo de Gibralfaro.

En autobús queda conectado mediante las siguientes líneas de la EMT: 
| Línea | Trayecto                                             | Recorrido | Frecuencia    |
| ----- | ---------------------------------------------------- | --------- | ------------- |
| C1    | Circular 1                                           | Recorrido | 12 minutos    |
| 1     | Parque del Sur - Avda. Europa (San Andrés)           | Recorrido | 8-9 minutos   |
| 36    | Alameda de Colón - Conde de Ureña (Centro Histórico) | Recorrido | 60 minutos    |
| 37    | Alameda Principal - Altamira/Monte Dorado            | Recorrido | 25-30 minutos |
| N2    | Plaza de la Marina - Circular                        | Recorrido | 50-55 minutos |